# مجموعه سوپاپ

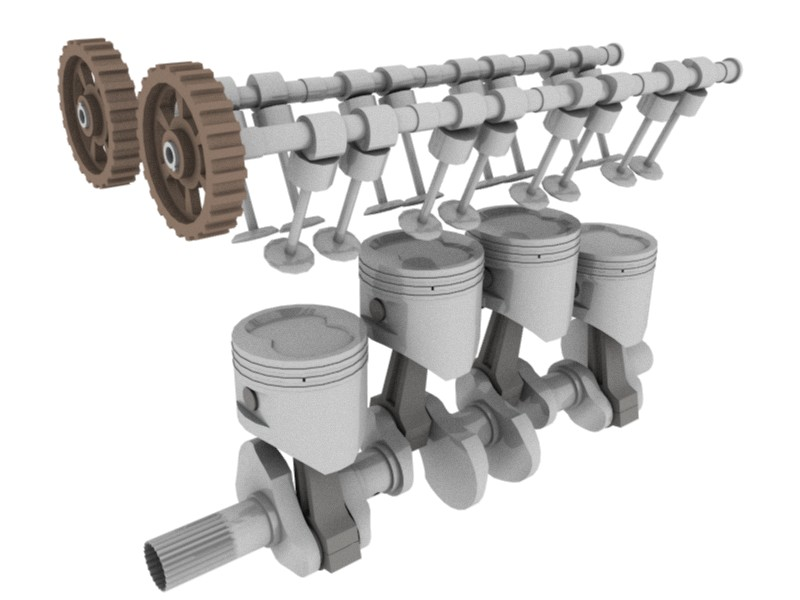
مجموعه سوپاپ موتور بالا بادامک

 مجموعه سوپاپ (به انگلیسی: Valvetrain) به مجموعه قطعات که رفتار و عملکرد شیرهای موتور را کنترل می‌کند  گویند. مجموعه سو پاپ شامل سوپاپها وبادامک و شیر و بالا بادامک و لنگها است.